# Violence (film)
Pour les articles homonymes, voir Violence.
Pour le film de Tod Browning sorti en 1918, voir Violence (film, 1918).
Pour plus de détails, voir Fiche technique et Distribution.
Violence est un film américain réalisé par Jack Bernhard, sorti en 1947, avec Nancy Coleman, Michael O'Shea, Sheldon Leonard et Peter Whitney dans les rôles principaux.

## Synopsis
La journaliste Ann Mason (Nancy Coleman) infiltre un organisme de service public qui sert de couverture à des criminels. Mais un cas d'amnésie menace de lui faire perdre sa couverture.

## Fiche technique
- Titre original : Violence
- Réalisation : Jack Bernhard
- Scénario : Lewis Lantz et Stanley Rubin
- Assistant réalisateur : Eddie Davis (en)
- Photographie : Henry Sharp
- Montage : Jason H. Bernie
- Musique : Edward J. Kay
- Direction artistique : Richard Streit et Oscar P. Yerg
- Décors : Otto Siegel
- Costumes : Lorraine MacLean
- Production : Jack Bernhard et Bernard Brandt
- Société de production : Bernhard-Brandt Productions
- Pays d'origine :  États-Unis
- Langue originale : anglais
- Format : Noir et blanc - 35 mm — 1,37:1 - Mono (Western Electric Recording)
- Genre : Film noir, film policier
- Durée : 72 minutes
- Date de sortie :
- États-Unis : 12 avril 1947

## Distribution
- Nancy Coleman : Ann Dwire, alias Ann Mason
- Michael O'Shea : Steve Fuller
- Sheldon Leonard : Fred Stalk
- Peter Whitney : Joker
- Emory Parnell : True Dawson
- Pierre Watkin : Ralph Borden
- Frank Reicher : Pop, le concierge
- Cay Forrester (en) Sally Donahue
- John Hamilton : le docteur de Chicago
- Richard Irving : l'orateur
- Carole Donne : Beth Taffel, la secrétaire de Borden
- Jimmy Clark : Joe Donahue
- William Gould : Mr. X
- Fred Aldrich (en)
- Frank Cady
- Harry Depp
- Barry Norton
- James Conaty
- William Ruhl